# Wallacea insignis
Wallacea insignis là một loài thực vật có hoa trong họ Ochnaceae. Loài này được Spruce ex Benth. & Hook.f. miêu tả khoa học đầu tiên năm 1862.